# Desert Dancer
Pour plus de détails, voir Fiche technique et Distribution.
Desert Dancer est un drame biographique britannique réalisé par Richard Raymond et sorti en 2014. Il est inspiré de l'histoire du danseur iranien Afshin Ghaffarian (en).   

## Fiche technique
- Titre : Desert Dancer
- Réalisation : Richard Raymond
- Scénario : Jon Croker
- Musique : Benjamin Wallfisch
- Montage : Chris Gill et Celia Haining
- Photographie : Carlos Catalan
- Costumes : Louise Stjernsward
- Décors : Shahram Karimi
- Producteur : Luis Astorquia, Pippa Cross, Izabella Miko et Fabiola Beracasa
- Production : CrossDay Productions Ltd., Head Gear Films, Lipsync Productions et May 13 Films
- Distribution : Chrysalis Films
- Pays de production : Royaume-Uni
- Durée : 98 minutes
- Genre : Drame biographique
- Dates de sortie :
  - Allemagne : 3 juillet 2014
  - France : 6 janvier 2016

## Distribution
- Reece Ritchie : Afshin Ghaffarian (en)
- Freida Pinto : Elaheh
- Tom Cullen : Ardi

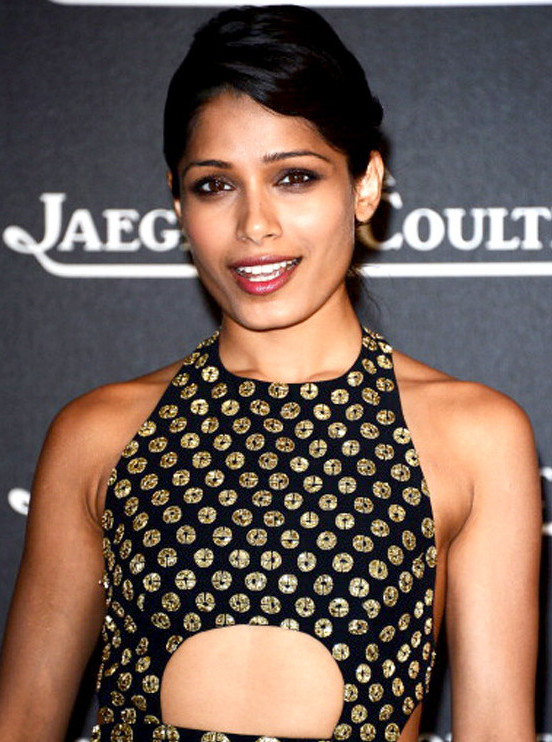
L'actrice principale Freida Pinto, l'année de tournage du film.

- Nazanin Boniadi : Parisa Ghaffarian
- Akin Gazi : Farid Ghaffarian
- Marama Corlett : Mona
- Simon Kassianides : Sattar
- Bamsha Abedi-Amin : Mehran
- Makram Khoury : Mehdi
- Tolga Safer : Stephano
- Joshan Ertan : Afshin jeune